# 羅斯維爾 (伊利諾伊州弗米利恩縣)
羅斯維爾（英語：Rossville）是位於美國伊利諾伊州弗米利恩縣的一個村落。

## 地理
羅斯維爾的座標為40°22′45″N 87°40′07″W / 40.37917°N 87.66861°W，而該地最高點為海拔高度209米（即686英尺）。

## 人口
根據2010年美國人口普查的數據，羅斯維爾的面積為7.92平方千米，當中陸地面積為7.92平方千米，而水域面積為0.00平方千米。當地共有人口1331人，而人口密度為每平方千米168人。